# Virginia Driving Hawk Sneve
Virginia Driving Hawk Sneve  (née dans la Réserve indienne de Rosebud, Dakota du Sud, en janvier 1933) est une romancière américaine de littérature d'enfance et de jeunesse
Elle est la fille d'un prêtre épiscopalien et d'une sioux de Dakota du Sud. Elle étudie le journalisme à l'Université de Dakota du Sud et travaille comme professeur d'anglais pour diverses écoles publiques. Elle a été éditrice du group Brevet Press in Sioux Fall et membre de différentes organisations.

## Œuvre
- The apaches (1997)
- The cherokees (1996)
- The cheyennes (1996)
- The Chichi Hoohoo Bogeyman (1993)
- Completing the circle (1995).

## Prix
- National Humanities Medal, 2000
- Human Rights Award, South Dakota State Counselors Association, 1996
- Author-Illustrator Human and Civil Rights Award, 1996
- Spirit of Crazy Horse Award, 1996
- South Dakota Education Association Human Services Award, 1994
- Native American Prose Award, University of Nebraska Press, 1992